# Jarmila Hassan Abdel Wahab
Jarmila Hassan Abdel Wahab (nar. Krzywá, rozvedená Schneider, ovdovělá Hassan Abdel Wahab, rozvedená Fröhlichová, 17. dubna 1917 v Praze – 24. dubna 1996 ve Studnici (okres Náchod)) byla česká mezzosopranistka. Přijala umělecké jméno Jarmila Kristenová. Ve svých dětských rolích užívala jméno Miluška Krzywá.

## Život
Jarmila Krzywá pocházela z muzikantské rodiny. Její otec, František Krzywý, byl hudebníkem v orchestru Divadla na Vinohradech a Národního divadla v Praze. Matka, Anna Krzywá, byla také operní pěvkyně. Svoje první jevištní vystoupení měla Miluška Krzywá v roce 1922 jako pětiletá v roli dítěte Cho-Cho-San v Madame Butterfly. Mezi lety 1932 až 1938 navštěvovala Krzywá spolu s Beno Blachutem a Jánem Cikkerem Pražskou konzervatoř. Dále pokračovala až do roku 1941 ve studiích zpěvu na německé Akademii u Konráda Wallersteina. Současně zpívala v opeře v Ostravě a Olomouci, kde vystupovala pod uměleckým jménem Jarmila Kristenová. V roce 1941 získala pěvecké angažmá jako sólistka opery divadla v Plzni. O rok později získala Jarmila Kristenová prostřednictvím Pavla Ludikara stipendium z Ministerstva kultury pro pěvecká studia na Mozarteu v Salcburku u Salvatore Salvattiho, která trvala do roku 1943. Pak byla angažována v klagenfurtské Opeře, kde zpívala v Růžovém kavalírovi hlavní roli Feldmaršálky. V Klagenfurtu se podílela na odporu proti nacistům a byla ve spojení se slovinskými partyzány v Karavanke, které zásobovala léky a obvazy z Prahy.
Po skončení druhé světové války se vrátila do Prahy a stala se sólistkou v Divadle 5. května, kde zpívala roli Médei ve stejnojmenném melodramatu Jiřího Antonína Bendy. V roce 1946 přešla Kristenová na dobu čtyř divadelních sezón do Státního divadla v Brně. Po převzetí moci komunisty hledala umělkyně způsob, jak legálně opustit Československo. Během hostování ve Státní opeře ve Vídni se dozvěděla, že by se mohla provdat za podnikatele Josefa Schneidera, ten se s ní oženil v roce 1950. Tím získala rakouské státní občanství a přestěhovala se do Vídně.
Schneider zakázal zpěvačce angažmá mimo Vídeň. Na začátku roku 1950 zpívala Kristenová v Salcburku, Mnichově a Hilversumu. Dále pak podnikla dvě pěvecká turné v Dánsku, Norsku a Švédsku. V roce 1951 slavila Kristenová velký úspěch u publika i kritiky na operním festivalu v Salcburku v roli Magdy Sorelové v Menottiho Konzulu. V roce 1952 zpěvačka poznala ve Vídni maršála a trůnního radu egyptského krále Farúka, Mohammada Hassana Abdel Wahab. Ten pocházel z jedné z nejvlivnějších rodin v zemi. Abdel Wahab si zachoval své postavení i po vojenském převratu, zůstal v úřadu předsedy zahraničního výboru senátu. Po rozvodu nefunkčního manželství s Josefem Schneiderem v září roku 1952 obdržela Kristenová nabídku manželství od o 30 let staršího egyptského paši, a pozvání do Káhiry. Dne 18. března 1953 se zpěvačka provdala v Káhiře před islámským soudem za Muhammada Hassana Abdel Wahab, byla jednou z jeho čtyř žen. V manželské smlouvě ji např. slíbil zachování její katolické víry. Také si nemusela zahalovat hlavu. Prostřednictvím manželství získala zpěvačka dvojí státní občanství, egyptské a československé. Tím jí byl znovu umožněn vstup do její domovské země.
U Giuseppe Poggioliniho v Káhiře brala soukromé hodiny zpěvu. Její koncertní vystoupení byla po sňatku s pašou omezena jen na výjimečné případy. Vystoupila např. na švýcarském velvyslanectví v Dvořákově Stabat Mater. Během této doby podnikala – v doprovodu eunucha – výlety po Africe a navštívila i známé evropské aukce umění k doplnění své umělecké sbírky. V Brně před lety absolvovala kurzy archeologie a dějin umění, kromě toho udržovala pravidelný kontakt s Karlem Absolonem. Muhammad Hassan Abdel Wahab po převzetí moci Násirem, dokonaném převratu v egyptské společnosti, ztratil svůj dřívější vliv a moc. Po vypuknutí Suezské krize v dubnu 1956 uprchla Jarmila Hassan Abdel Wahab z Egypta a odcestovala do Prahy.
Zpočátku obdržela dočasnou práci v náchodské hudební škole a žila u příbuzných ve Zlíči u České Skalice. Obnovení její kariéry jako operní pěvkyně jí nebylo umožněno, obdržela pouze hostující role v Brně a Ústí nad Labem, trvalé angažmá ji československé úřady nepovolily. Jarmila Hassan Abdel Wahab od té doby působila jako hudební pedagožka a učila na škole v Náchodě. Při výběrovém řízení na místo na Státní pražské konzervatoři v roce 1960 nebyla vzata v úvahu. Po smrti svého manžela, který zemřel na srdeční infarkt v Káhiře, se v roce 1962 Jarmila Hassan Abdel Wahab potřetí provdala a přestěhovala se do obce Žabokrky u Hronova. Manželství s hronovským učitelem Milanem Fröhlichem nebylo šťastné a po rozvodu v roce 1975 si Jarmila Hassan Abdel Wahab Fröhlichová vzala zpět své předchozí příjmení. Přestěhovala se nejdříve na Strakonicko, krátce nato se však vrátila do východních Čech, kde se ve Studnici nastěhovala na faru, původně starou tvrz, kterou tam získala a opravila. Až do stáří učila, naposledy v letech 1978 až 1996 na Lidové škole umění v Novém Městě nad Metují. Kromě toho pořádala koncerty v kostelech a přednášela.
Místo svého posledního odpočinku našla Jarmila Hassan Abdel Wahab na hřbitově na Boušíně.

## Diskografie
- Otakar Ostrčil: Kunála's eye (Kunálovy oči), Ultraphon